# Іпатова
Іпа́това (рос. Ипатова) — присілок у складі Катайського району Курганської області, Росія. Входить до складу Нікітинської сільської ради.
Населення — 165 осіб (2010, 204 у 2002).
Національний склад станом на 2002 рік: росіяни — 89 %.